# Doug Lynch
Douglas Lynch (* 4. April 1983 in North Vancouver, British Columbia) ist ein ehemaliger kanadischer Eishockeyspieler, der zuletzt beim EC Red Bull Salzburg in der Österreichischen Eishockeyliga unter Vertrag stand.

## Karriere

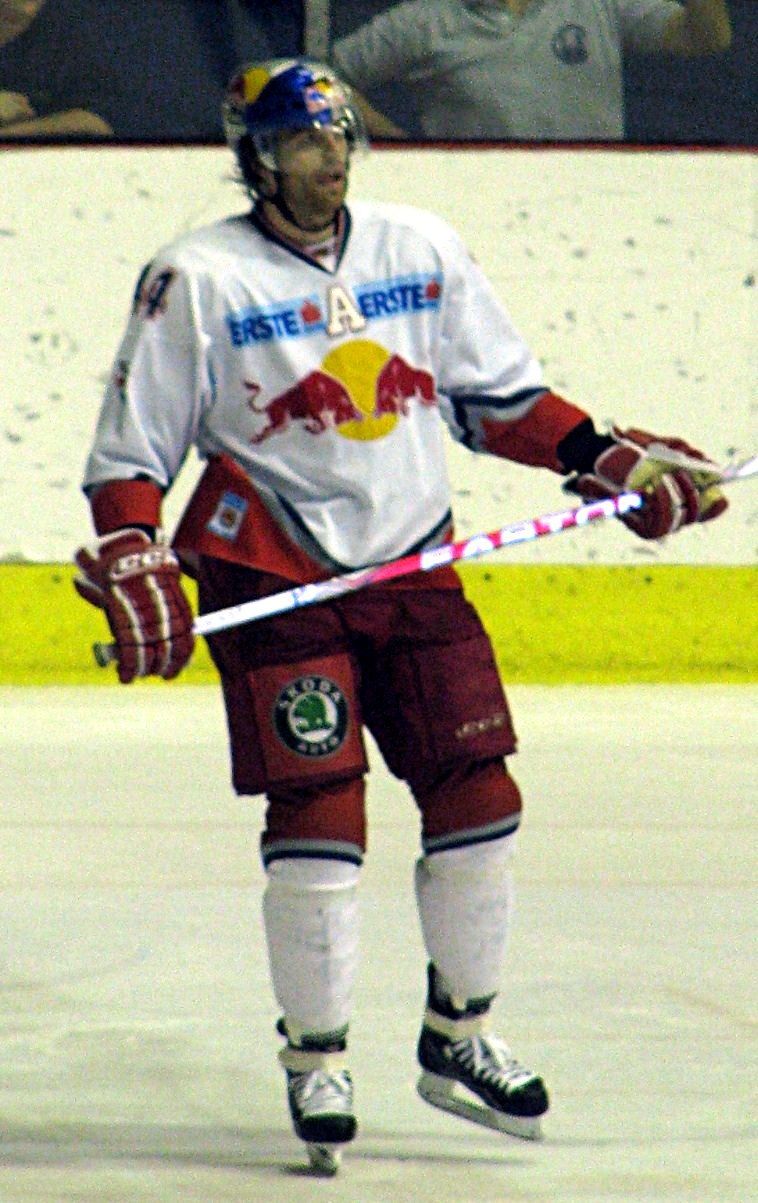
Doug Lynch 2009

Doug Lynch begann seine Karriere als Eishockeyspieler in der kanadischen Juniorenliga Western Hockey League, in der er von 1998 bis 2003 für die Red Deer Rebels und Spokane Chiefs aktiv war. Mit den Red Deer Rebels gewann der Verteidiger in der Saison 2000/01 zunächst den Ed Chynoweth Cup und anschließend den Memorial Cup, für den er sich mit seiner Mannschaft als WHL-Meister qualifiziert hatte. Im anschließenden NHL Entry Draft 2001 wurde er in der zweiten Runde als insgesamt 43. Spieler von den Edmonton Oilers ausgewählt. In seiner Zeit im Franchise der Oilers kam er jedoch nur auf zwei Einsätze in der National Hockey League in der Saison 2003/04. Die restliche Zweit verbrachte der Linksschütze in deren Farmteams, den Toronto Roadrunners, sowie anschließend deren Nachfolgeteam, den Edmonton Roadrunners, aus der American Hockey League. 
Am 2. August 2005 wurde Lynch zusammen mit Eric Brewer und Jeff Woywitka im Tausch für Chris Pronger an die St. Louis Blues abgegeben. Nachdem er daraufhin in den folgenden beiden Spielzeiten nur für deren Farmteams, die Peoria Rivermen aus der AHL und die Alaska Aces aus der ECHL, auf dem Eis stand, unterschrieb er zur Saison 2007/08 einen Vertrag beim EC Red Bull Salzburg aus der Österreichischen Eishockey Liga, mit dem er auf Anhieb die nationale Meisterschaft gewann. Nach einer Spielzeit bei deren Ligarivalen Vienna Capitals kehrte der Kanadier zur Saison 2009/10 nach Salzburg zurück.

## Erfolge und Auszeichnungen
| - 2001 Teilnahme am CHL Top Prospects Game - 2001 President’s-Cup-Gewinn mit den Red Deer Rebels - 2001 Memorial-Cup-Gewinn mit den Red Deer Rebels - 2004 Teilnahme am AHL All-Star Classic - 2004 AHL All-Rookie Team - 2006 Kelly-Cup-Gewinn mit den Alaska Aces | - 2008 Österreichischer Meister mit dem EC Red Bull Salzburg - 2010 IIHF-Continental-Cup-Gewinn mit dem EC Red Bull Salzburg - 2010 Bester Verteidiger des IIHF-Continental-Cup-Finalturniers - 2010 Österreichischer Meister mit dem EC Red Bull Salzburg - 2011 Österreichischer Meister mit dem EC Red Bull Salzburg - 2011 European-Trophy-Gewinn mit dem EC Red Bull Salzburg |

### International
- 2000 Bronzemedaille bei der World U-17 Hockey Challenge

## Statistik
(Stand: Ende der Saison 2008/09)